# Bettadapura, Chamarajanagar
Bettadapura là một làng thuộc tehsil Chamarajanagar, huyện Chamarajanagar, bang Karnataka, Ấn Độ.